# Opowieść wigilijna (film 2001)
Opowieść wigilijna (ang. Christmas Carol: The Movie) – brytyjsko-niemiecki film animowany z 2001 roku.